# Осветници: Ера Алтрона
Осветници: Ера Алтрона (енгл. Avengers: Age of Ultron) амерички је научнофантастични суперхеројски филм из 2015. године, редитеља и сценаристе Џоса Видона о тиму суперхероја из Марвелових стрипова истог назива аутора Стена Лија и Џека Кирбија. Продуцент филма је Кевин Фајги. Музику су компоновали Брајан Тајлер и Дени Елфман. Преставља наставак филма Осветници из 2012. године. Ово је једанаести наставак у серији филмова из Марвеловог филмског универзума. Глумачку екипу чине Роберт Дауни Млађи, Крис Еванс, Марк Рафало, Крис Хемсворт, Скарлет Џохансон, Џереми Ренер, Дон Чидл, Арон Тејлор Џонсон, Елизабет Олсен, Пол Бетани, Коби Смалдерс, Ентони Маки, Хејли Атвел, Идрис Елба, Стелан Скарсгорд, Џејмс Спејдер и Самјуел Л. Џексон. У филму, Осветници се боре против Алтрона, вештачке интелигенције опседнуте изазивањем људског изумирања. 
Након успеха филма Осветници у мају 2012, најављен је наставак, а у августу исте године је потврђено да ће Видон вратити као режисер и сценариста. Видон је изменио Алтронову причу за филм тако да укључује тим Осветника и додао је ликове Квиксилвера и Гримизне Вештице, за које је Марвел делио филмска права са компанијом 20th Century Fox. Друга екипа је почела снимање у фебруару 2014. у Јужној Африци, док је главно снимање трајало од марта до августа, углавном у Сарију у Енглеској. Додатне сцене су снимљене у Италији, Јужној Кореји, Бангладешу, Њујорку и другим деловима Енглеске. Са процењеним буџетом од 365 милиона долара, ово је други најскупљи филм икада снимљен.
Светска премијера филма је одржана 13. априла 2015. године у Лос Анђелесу, док је у америчким биоскопима изашао 1. маја исте године. Добио је углавном позитивне критике од стране критичара и зарадио је преко 1,4 милијарди долара широм света, што га чини четвртим најуспешнијим филмом из 2015. године. Наставак филма, Осветници: Рат бескраја, премијерно је приказан 2018. године.

## Радња
У источноевропској земљи Соковији, оригинална шесторка Осветника: Старк, Роџерс, Тор, Хулк, Романова и Бартон, заузимају Хидрино постројење којим управља барон Волфганг фон Стракен. Фон Стракен је дошао у посед Локијевог штапа и каменом који се налазио у њему вршио експерименте над људима како би им омогућио надљудске моћи. Два појачана субјекта барона фон Стракена су близанци који су остали сирочад у Соковијском рату, Ванда и Пијетро Максимов. Ванда има способност телепатије и телекинезе, док је Пијетро појачан супер-брзином.
Старк и Банер анализирају штап и откривају да се унутар њега налази драгуљ који личи на ванземаљску вештачку интелигенцију. На Старково инсистирање, Банер пристаје да му помогне у изради Алтрона, својеврсног заштитног механизма за планету. Они препуштају Џарвису да активира Алтрона и одлазе на Торову опроштајну журку пре него што се врати у Асгард. Пробуђени Алтрон грешком у алгоритму закључује да је једини начин спасити човечанство изазивањем апокалиптичког догађаја који ће људе натерати на еволуцију. Он надјачава Џарвиса и напада Осветнике Старковом „Гвозденом легијом” и односи Локијев скиптар. Користећи интернет за учење, Алтрон себи гради борбене андроиде у фон Стракеровом постројењу у Соковији. Алтрон долази до Улиса Клоа и од њега купује вибранијум, најчвршћи метал на свету, из Ваканде. Осветници стижу у Јоханезбург где се сукобљавају са Алтроном и близанцима. Ванда успева да изазове халуцинације у главама свим Осветника изузев Бартона. Зачарани Банер се трансформише у Хулка и креће у разарање града које Старк прекида специјално изграђеним Хулк-разбијач оделом и помоћном станицом, Вероником.
Тим доспева на насловнице због свог неуспеха и принуђени су да пронађу сигурну кућу. Они одлазе у Бартонову породичну кућу, где живи са своје двоје деце и женом у поодмаклој трудноћи. Тор одлази код Селвига како би га упитао за савет у вези са својом халуцинацијом. Ник Фјури долази у кућу Бартонових да би помогао тиму у састављању плана за борбу против Алтрона. За то време, Алтрон стиже у Сеул и штапом зачара Хелен Чо, врхунског стручњака у области медицине. Он планира да искористи њену комору за прављење ткива, вибранијум и драгуљ да би себи направио неуништиво тело. Ванда успева да прочита мисли Алтрона који своју свест пребацује у тело. Преплашена апокалиптичним мислима, она и Пијетро се окрећу против Алтрона. Док Старк одлази у Осло како би сазнао ко од Алтрона скрива нуклеарне кодове, Роџерс, Романова и Бартон успевају да отму комору коју Бартон односи назад Старку. Ипак, Алтрон успева да зароби Романову.
Откривши да је тајанствени помоћник заправо Џарвис, ког је Алтрон само привремено угасио, Старк инсистира на стварању андроида из Џарвисове вештачке интелигенције. Након противљења Роџерса и Максимових, појављује се Тор који објашњава да је драгуљ унутар Локијевог штапа заправо Камен ума, један од шест Камења бескраја. Он громом напаја комору и из тела које је првобитно требало бити Алтроново, појављује се црвени хуманоид, који добија име Визија.
Осветници појачани за Визију и Максимове одлазе у Соковију у борбу са Алтроном, који је од преосталог вибранијума направио машину која одваја део литосфере и подиже га у ваздух да би имитирао удар метеора о Земљу и изазвао глобално изумирање. Банер успева да ослободи Романову, која у њему ослобађа Хулка. Током борбе са Алтроновим трупама, Фјури стиже са Хелиносачем и Џејмсом Роудсом и евакуише цивиле. Пијетро Максимов гине током битке. Бесом испуњена Ванда напушта одбрамбену позицију и уништава Алтроново примарно тело што омогућава једном од његових андроида да активира машину и отпочне спуштање комада Земље. Тор и Старк успевају да разнесу метеор у ситне комаде и тиме спрече удар. Банер, схвативши да је Хулк исувише велика опасност, одлучује да остави скривање на квинџету и напушта тим. Визија уништава и последње Алтроново тело.
Касније, Осветници се премештају у нову базу коју воде Фјури, Марија Хил, Чо и Селвиг. Тор се враћа у Асгард осећајући да се нешто дешава у његовој домовини. Старк напушта тим, Бартон се пензионише, а Роџерс и Романова почињу обуку нових чланова Осветника: Роудса, Максимове, Визије и Сема Вилсона.
У завршној сцени, Танос узима Бесконачну рукавицу и креће у потрагу за свим Камењем бескраја.

## Улоге
- Роберт Дауни Млађи као Тони Старк / Ајронмен

Осветник са електромеханичким оклопом налик оделу сопствене израде који себе описује као генија, милијардера, плејбоја и филантропа. Након догађаја у филму Гвоздени човек 3, Дауни је проценио да је његов лик "еволуирао" и да се изборио са пост-трауматским синдромом.
- Крис Хемсворт као Тор Один-син / Тор

Осветник, принц Асгарда и бог грома, заснован на истоименој нордијској легенди.
- Марк Рафало као Брус Банер / Хулк

Бриљантни научник који је након истраживања о гама-зрачењу претворен у бесно, зелено чудовиште. Банер приказује све већу контролу над Хулком, али и даље не успева да нађе заједнички језик са њим.
- Крис Еванс као Стив Роџерс / Капетан Америка

Лидер Осветника, ветеран из Другог светског рата који је надљудску снагу и издржљивост добио након експеримената вршених над њим, провео више од 50 година залеђен.
- Скарлет Џохансон као Наташа Романова / Црна удовица

Врнунски трениран агент ШИЛД-а.
- Џереми Ренер као Клинт Бартон / Хокај

Врхунски стреличар, агент ШИЛД-а. Филм открива Бартонову другу страну приказом његове породице.
- Дон Чидл као Џејмс „Роди” Роудс / Ратна машина

Официр Ваздухопловства Сједињених Држава, пилот одела Ратна машина Старкове производње.
- Арон Тејлор Џонсон као Пијетро Максимов / Квиксилвер

Брат близанац Ванде Максимов, Каменом ума добио је надљудску брзину. Иако дели име са Квиксилвером из Марвелових филмова о Икс људима они представљају различите ликове из различитих Универзума Марвеловог Мулти-верзума.
- Елизабет Олсен као Ванда Максимов / Гримизна Вештица

Пијетрова близнакиња, нови члан Осветника, поседује вештину хипнозе, телепатије и телекинезе након контакта са Каменом ума.
- Пол Бетани као Џарвис / Визија

Старков помоћник, програм вештачке интелигенције. Током филма, од Џарвиса, делова Алтрона, спона вештачке интелигенције и Камена ума, појављује се андроид Визија.
- Џејмс Спејдер као Алтрон

Програм вештачке интелигенције створен од стране Старка и Банера са циљем "штита око Земље". Алтрона обузима комплекс бога и уместо да заштити, он одлучује да човечанство изложи догађајима који ће га довести до истребљења. Режисер филма изјавио је да је Спејдер био његов први и једини избор за улогу, превасходно због свог гласа.
| Глумац            | Улога               |
| ----------------- | ------------------- |
| Коби Смалдерс     | Марија Хил          |
| Ентони Маки       | Сем Вилсон / Фалкон |
| Хејли Атвел       | Пеги Картер         |
| Идрис Елба        | Хејмдал             |
| Стелан Скарсгорд  | Ерик Селвиг         |
| Самјуел Л. Џексон | Ник Фјури           |
| Линда Карделини   | Лора Бартон         |
| Енди Серкис       | Јулисиз Кло         |
| Жили Делпи        | Мадам Б.            |
| Стен Ли           | камео               |